# Scott Hahn
Scott Hahn (Bethel Park, Pensilvania, Estados Unidos, 28 de octubre de 1957) es un ex-pastor presbiteriano converso al catolicismo, teólogo, apologista y escritor estadounidense. Es profesor  de Teología y Escritura en la Universidad Franciscana de Steubenville (desde 1990). 

## Biografía

### Educación
Hahn se licenció en Teología, Filosofía y Economía (magna cum laude) en el Grove City College, (Pensilvania) el año 1979. Hizo un máster del seminario Gordon-Conwell Theological Seminary en 1982, obteniendo la calificación de summa cum laude. En mayo de 1995, se doctoró en teología sistemática en la Universidad Marquette (Phi Beta Kappa).

### Conversión al catolicismo
Hahn afirma que empezó siendo cuando ya era un teólogo y ministro presbiteriano con años de experiencia en el ministerio de las congregaciones de la Iglesia Presbiteriana en Estados Unidos, y profesor de Teología en el Seminario Teológico de Chesapeake, que ya no existe.
Como joven teólogo, Scott Hahn estaba convencido de que la Iglesia católica era mala, y se jactaba de haber convertido a algunos católicos al verdadero cristianismo. Su conversión empezó cuando él y su esposa se convencieron de que la contracepción es contraria a la ley de Dios. Después continuó investigando diversas cuestiones relativas a la salvación, la fe y las buenas obras, así como la doctrina protestante de la sola Scriptura.
De acuerdo con su libro Roma, dulce hogar, un factor clave detrás de su conversión es su investigación sobre lo que vio como la clave de la Biblia: la alianza. Esta es un sagrado vínculo de parentesco que introdujo a la gente en una relación de familia. Dios estableció una serie de pactos y del nuevo pacto establecido por Jesucristo resulta la creación de una familia universal. Él cree que Jesús y los apóstoles utilizan un lenguaje basado en la familia para describir la obra de la Salvación: Dios es Padre, Cristo su Hijo es el primogénito entre los hermanos, el cielo es una fiesta nupcial, la Iglesia es la esposa de Dios y los cristianos son los hijos de Dios.
Esta nueva familia, según Hahn, está dirigida por Cristo, y el Papa es su "primer ministro" a quien le ha dado las llaves del reino, un proceso que él cree que también está presente en el Antiguo Testamento. Hahn intenta demostrar que la Iglesia católica, cuyo jefe es designado como "Santo Padre" (es un título honorífico), es la familia en todo el mundo descrito por la Biblia y que las doctrinas protestantes de la [sola fide] y la sola scriptura no son bíblicas, porque, en su opinión, la Biblia insiste en la caridad y funciona igualmente con fe para obtener la salvación y señala a la Iglesia como la "columna y fundamento de la verdad" (1 Timoteo 3:15). Afirma que la visión protestante de la Biblia como una "falible colección de escritos infalible" es errónea.
Scott Hahn se convirtió al catolicismo en la Pascua de 1986 en Milwaukee, Wisconsin. Muchas personas, usando las palabras de su esposa, han empezado a llamarlo "Lutero a la inversa", ya que un gran número de pastores protestantes y los eruditos de la Biblia a partir de entonces han seguido el ejemplo en la conversión al catolicismo.
Su esposa Kimberly Hahn se convirtió algo más tarde, entrando en la Iglesia Católica en la Pascua de 1990, en Joliet, Illinois. Roma, dulce hogar describe su proceso de transformación.
Su libro Trabajo ordinario, Gracia extraordinaria (Ordinary Work, Extraordinary Grace), es un relato autobiográfico, con amplias referencias a la conversión al catolicismo y al protagonismo que tuvo en ese proceso la espiritualidad del Opus Dei, detalladamente explicada. En concreto, menciona estos aspectos: 1. La devoción de sus miembros a la Biblia; 2. El ecumenismo, —el Opus Dei fue la primera institución católica de dar la bienvenida no católicos como colaboradores—; 3. La rectitud de vida de sus miembros; 4. Son ciudadanos de a pie, pero que viven la teología; 5. Santa ambición: "devoción por el trabajo social"; 6. La práctica de la hospitalidad al responder sus preguntas; 7. La oración: "Ellos dedican tiempo para la oración personal todos los días".

## Trabajo actual
Hahn ha fundado el Centro de Teología Bíblica San Pablo, del que actualmente es presidente. Centro de investigación cristiano y think tank comprometido con la promoción de la alfabetización bíblica entre los laicos católicos y la fluidez bíblica entre el clero católico. Entre estos proyectos están estudios de la Biblia en línea y en las parroquias, series de libros, peregrinaciones, y una revista académica, Letter and Spirit (Letra y Espíritu). También es el fundador y director del Instituto de Estudios Bíblicos Aplicados.
Orador popular, Hahn ha dado más de ochocientas charlas en Estados Unidos y otros países sobre temas teológicos y bíblicos relacionados con la fe católica. También aparece regularmente en (EWTN).
Desde 1990, trabaja como profesor de Teología y Escritura en la Universidad Franciscana de Steubenville. 

## Premios y distinciones
- El Dr. Hahn ha sido premiado en su trabajo apostólico, con la ordenación de un hijo sacerdote católico, quien ha bendecido a su padre (2022).[7]
- Doctor honoris causa, por la Pontificia Universidad Católica de Puerto Rico (2004).[8]

### Ediciones originales
- Rome Sweet Home (coescrito con Kimberly Hahn), Ignatius Press, 1993. ISBN 0-89870-478-2
- Catholic for a Reason (con Leon Suprenant, editor), Emmaus Road Publishing, 1998. ISBN 0-9663223-0-4
- A Father Who Keeps His Promises, Servant Publications, 1998. ISBN 0-89283-829-9
- The Lamb's Supper: The Mass as Heaven on Earth, Doubleday, 1999. ISBN 0-385-49659-1
- Hail, Holy Queen, Doubleday, 2001. ISBN 0-385-50168-4
- First Comes Love: Finding Your Family in the Church and the Trinity, Doubleday, 2002. ISBN 0-385-49662-1
- Lord Have Mercy: The Healing Power of Confession, DoubleDay, 2003. ISBN 0-385-50170-6
- Swear to God: The Promise and Power of the Sacraments, Doubleday, 2004. ISBN 0-385-50931-6
- Letter and Spirit: From Written Text to Living Word in the Liturgy, Doubleday, 2005. ISBN 0-385-50933-2
- Ordinary Work, Extraordinary Grace: My Spiritual Journey in Opus Dei. Random House Double Day Religion, 2006. ISBN 978-0-385-51924-3
- Reasons to Believe: How to Understand, Explain, and Defend the Catholic Faith, Doubleday, 2007. ISBN 978-0-385-50935-0

### Ediciones en español
Ediciones Rialp ha publicado en castellano algunas de sus obras:
- Scott y Kimberly Hahn, Roma, dulce hogar: nuestro camino al catolicismo (13ª Ed.) ISBN 978-84-321-3322-0.[9]
- Trabajo ordinario, Gracia extraordinaria (2ª Ed.) ISBN 978-84-321-3607-8.[10]
- La Cena del Cordero: la Misa, el cielo en la tierra (10.ª Ed.) ISBN 978-84-321-3379-4.[11]
- Dios te salve, Reina y Madre: La Madre de Dios en la Palabra de Dios (14ª Ed.) ISBN 978-84-321-3423-4.[12]
- Lo Primero Es el Amor: Descubre Tu Familia en la Iglesia y en la Trinidad (4ª Ed.) ISBN 978-84-321-3525-5.[13]
- Comprometidos con Dios: La promesa y la fuerza de los sacramentos] (6ª Ed.) ISBN 978-84-321-3590-3.[14]
- Señor, ten piedad: La fuerza sanante de la confesión] (8ª Ed.) ISBN 978-84-321-3606-1.[15]
- La fe es razonable: cómo comprender, explicar y defender la fe católica ISBN 978-84-321-3705-1[16]

Ediciones Palabra ha publicado:
- La evangelización de los católicos. Manual para la misión de La Nueva Evangelización. ISBN 978-84-9061-179-1. [17]